# Ivan Koeratov
Ivan Aleksejevitsj Koeratov (Russisch: Ива́н Алексе́евич Кура́тов; Zurjeens: Куратов Ӧльӧш Вань; Kibra (nu: Koeratovo), 18 juli 1839 – Verny (nu: Alma-Ata, 29 november 1875) was een Komi dichter en taalkundige. Hij wordt gezien als de vader van de Komi poëzie.

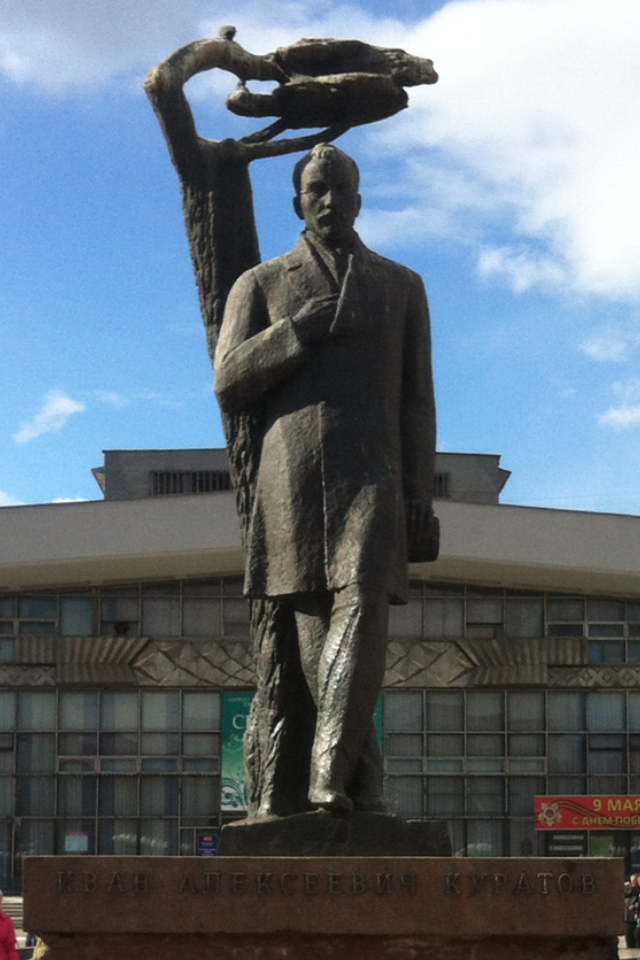
Standbeeld van Ivan Koeratov voor het operagebouw in Syktyvkar, Republiek Komi, Rusland.

## Leven
Koeratov werd in 1839 geboren in een  diakengezin in de huidige Republiek Komi, Rusland. Hij was het negende kind van het gezin. Van 1850 tot 1860 studeerde hij aan een seminarie in Vologda. Van 1861 tot 1865 werkte hij als docent in Syktyvkar. In 1866 studeerde hij af aan de militaire school in Kazan, waarna hij bij de militaire rechtbank in Semey ging werken. Na een jaar werd hij overgeplaatst naar Verny. Koeratov stierf op 36-jarige leeftijd aan de tuberculose en malaria, dat toen nog ongeneeslijk was. Hij werd begraven op het kerkhof van Verny. Dat kerkhof is later ongebouwd tot een park. De huidige rustplaats van Koeratov is onbekend.

## Werk
Koeratov begon op zijn dertiende met dichten. Hij was de eerste dichter die in het Komi schreef. In zijn gedichten beschreef hij de tradities en het leven van de Komi. Hij heeft veel gedichten geschreven, maar tijdens zijn leven zijn er maar vijf van gepubliceerd. Hij kreeg echter zelf geen waardering voor deze gedichten, omdat ze anoniem werden gepubliceerd. Deze gedichten werden in 1866 afgedrukt in een krant in Vologa. Zijn andere gedichten zijn postuum, soms onder een pseudoniem, gepubliceerd. Verder heeft hij Russische en West-Europese gedichten in het Komi vertaald en een lesmethode voor het leren van Komi ontwikkeld.
Een lijst met gedichten in 1866 gepubliceerd, toen Koeratov nog leefde:
- Зон (Zon, Zoon)
- Том ныв (Tom nyv, Jonge vrouw)
- Гӧль зон (Göl’ zon, Arme zoon)
- Пӧрысь (Pörys’, De oude)
- Понкӧд (Ponköd, Met de hond)[1]

## Waardering
Koeratov wordt gezien als de grondlegger van de Komi dichtkunst. De waardering voor zijn gedichten is groot. Het dorp Kibra, waar hij geboren is, is later naar hem vernoemd en heet nu Koeratovo. De opera Koeratov van Serge Noskov uit 2009 gaat over hem. Het is tot op heden de enige opera in het Komi. Ter ere van Koeratovs honderdste verjaardag zijn zijn gedichten gepubliceerd in een tweedelig werk.